# 서태이
서태이(1982년 9월 27일 ~ )는 대한민국의 배우이다.

## 연기 활동

### 드라마
- 2018년 SBS 토요드라마 《그녀로 말할 것 같으면》
- 2021년 tvN 토,일드라마 《빈센조》 - 대외안보정보원 국제팀 요원 역 (특별출연)

### 오페라
- 오페라 《나비부인》

### 뮤지컬
- 뮤지컬 《두렁바위 불꽃》
- 2008년 뮤지컬 《마이 페어 레이디》... 앙상블 역
- 2009년 뮤지컬 《매직 릴리》... 철식 역
- 2010년 뮤지컬 《토마스와 친구들》
- 2010년 뮤지컬 《스페셜 레터》... 최호중 상병 역
- 2011년 뮤지컬 《스페셜 레터》(대전) ... 최호중 상병 역
- 2011년 ~ 2012년 뮤지컬 《표절의 왕》... 강억수 역
- 2012년 뮤지컬 《울지마 톤즈》... 마뉴알 역
- 2012년 뮤지컬 《울지마 톤즈》(청주) ... 마뉴알 역
- 2012년 뮤지컬 《울지마 톤즈》(원주) ... 마뉴알 역
- 2016년 뮤지컬 《내 남자친구에게》... 동영 역
- 2024년 뮤지컬 《연남동 빙굴빙굴 빨래방》 ... 멀티남 역

### 연극
- 2008년 연극 《자메이카 헬스클럽》
- 2015년 연극 《브라보 마이 라이프!》... 멀티 남 역
- 2015년 연극 《브라보 마이 라이프!》(수원) ... 멀티 남 역
- 2015년 연극 《라면》... 멀티 남 역
- 2016년 연극 《라면》... 멀티 남 역
- 2017년 연극 《운빨 로맨스》(광주) ... 한량하 / 멀티 남 역
- 2017년 연극 《운빨 로맨스》(울산) ... 한량하 / 멀티 남 역
- 2019년 연극 《내 모든 걸》... 멀티 남 역
- 2019년 연극 《내 모든 걸》(대전) ... 멀티 남 역
- 2021년 연극 《내 모든 걸》(속초) ... 설치기사 역
- 2024년 연극 《내 모든 걸》(수원)